# Mientras dure la guerra
Mientras dure la guerra es una película española biográfica-dramática de 2019 dirigida por Alejandro Amenábar. Fue escrita por Amenábar y Alejandro Hernández. Comenzó a rodarse en Salamanca el 28 de mayo de 2018 y está interpretada en sus principales papeles por Karra Elejalde (Miguel de Unamuno), Eduard Fernández (José Millán-Astray), Santi Prego (Francisco Franco) y Nathalie Poza (Ana Carrasco Robledo). Fue estrenada para el público en general el 27 de septiembre de 2019; unos días antes había sido proyectada dentro del programa de Presentaciones Especiales de la 44.ª edición del Festival Internacional de Cine de Toronto.

## Sinopsis
La película relata los sucesos acaecidos en la Salamanca de la segunda mitad de 1936 a través del hilo conductor del conflicto político y personal del escritor y filósofo Miguel de Unamuno desde la proclamación la mañana del 19 de julio de que «queda declarado el estado de guerra en Salamanca y, con ayuda de Dios, en toda España» y su inicial apoyo al bando sublevado (lo que le supone el cese el 22 de agosto como rector vitalicio de la Universidad decretado por el presidente de la República Manuel Azaña) hasta que al final de la película vuelve en coche hasta su casa de la calle Bordadores acompañado por la esposa de Francisco Franco, Carmen Polo, tras la conclusión del acto de apertura del curso académico celebrado el conocido por entonces como «Día de la Raza» (12 de octubre) en el paraninfo de la institución y su cercano fallecimiento justo la tarde del 31 de diciembre de aquel mismo año.
De una a otra, con mayor o menor rigor histórico, se incluyen al inicio de la cinta la detención del alcalde socialista Casto Prieto (Mariano Llorente), el momento familiar en que la propia hija del escritor, María (Patricia López Arnaiz) le reprocha las cinco mil pesetas (su sueldo de seis meses) que según el escritor donó «a los militares que cumplen su deber con la Republica» fueron a parar «a los fascistas», la escena en que el general Cabanellas (Tito Valverde) como presidente de la recién creada Junta de Defensa Nacional lo restituye como rector vitalicio de la Universidad de Salamanca, la «desaparición» del pastor evangélico y además masón Atilano Coco (Luis Zahera), la detención de su antiguo alumno y en el momento rector en Granada Salvador Vila (Carlos Serrano-Clark) por un grupo de falangistas, la infructuosa entrevista con Franco (Santi Prego), proclamado generalísimo de los Ejércitos y jefe del Gobierno «mientras dure la guerra», y su esposa (Mireia Rey) en el denominado «Palacio del Obispo» de cara a conseguir la puesta en libertad de sus amigos detenidos o sobre todo el conocido enfrentamiento público con el fundador de la Legión y flamante jefe de la Oficina de Prensa y Propaganda José Millán-Astray quien se hace llamar El glorioso mutilado y que ya le había dado un susto al nieto del escritor antes del enfrentamiento en el paraninfo de la Universidad salmantina definida por el propio Unamuno como «el templo del intelecto», del que él es «su supremo sacerdote», justo cuando Franco se afianzaba como caudillo de España y Unamuno es nuevamente destituido como rector de la Universidad de Salamanca, esta vez por las autoridades del bando nacional.
La película concluye con un epílogo que muestra el desenlace del conflicto fratricida, la lamentable suerte de Unamuno, de sus amigos y la duración del régimen Franquista hasta la fecha en la que se volvieron a celebrar elecciones democráticas en España.

## Reparto
Algunos de los actores y actrices que aparecen en el filme junto a los personajes (en su mayoría reales) que interpretan son estos:
- Karra Elejalde: Miguel de Unamuno.
- Eduard Fernández: José Millán-Astray.
- Santi Prego: Francisco Franco.
- Nathalie Poza: Ana Carrasco Robledo, esposa de Casto Prieto Carrasco.
- Tito Valverde: Miguel Cabanellas.
- Luis Bermejo: Nicolás Franco.
- Patricia López Arnaiz: María de Unamuno Lizárraga, hija del escritor.
- Inma Cuevas: Felisa de Unamuno Lizárraga, hija del escritor.
- Carlos Serrano-Clark: Salvador Vila Hernández.
- Luis Zahera: Atilano Coco.
- Ainhoa Santamaría: Enriqueta Carbonell, esposa del anterior.
- Mireia Rey: Carmen Polo.
- Luis Callejo: Emilio Mola.
- Dafnis Balduz: José María Ramos Loscertales.
- Jorge Andreu: Miguelín, nieto de Unamuno.
- Josep Tosar: Enrique Plá y Deniel.
- Itziar Aizpuru: Aurelia.
- Miquel García Borda: Alfredo Kindelán.
- Mariano Llorente: Casto Prieto Carrasco.
- Luka Peroš: Johannes Bernhardt.
- Alba Fernández: «Nenuca», hija de Franco.
- Miguel Elías: Capitán Barros.
- Enrique Asenjo: José María Pemán.
- Pedro Nistal: Francisco Maldonado.
- Martina Cariddi: Concha, esposa de Unamuno

## Nominaciones y premios
67.ª edición del Festival Internacional de Cine de San Sebastián
| Categoría       | Resultado |
| --------------- | --------- |
| Sección oficial | Incluida  |

Medallas del Círculo de Escritores Cinematográficos de 2019
| Categoría              | Nominados                              | Resultado |
| ---------------------- | -------------------------------------- | --------- |
| Mejor película         | Mejor película                         | Nominada  |
| Mejor director         | Alejandro Amenábar                     | Nominado  |
| Mejor actor            | Karra Elejalde                         | Nominado  |
| Mejor actor secundario | Eduard Fernández                       | Ganador   |
| Mejor fotografía       | Álex Catalán                           | Nominado  |
| Mejor guion original   | Alejandro Amenábar Alejandro Hernández | Nominados |
| Actor revelación       | Santi Prego                            | Nominado  |
| Mejor montaje          | Carolina Martínez Urbina               | Nominada  |

34.ª edición de los Premios Goya
| Categoría                     | Nominados                                              | Resultado |
| ----------------------------- | ------------------------------------------------------ | --------- |
| Mejor película                | Mejor película                                         | Nominada  |
| Mejor dirección               | Alejandro Amenábar                                     | Nominado  |
| Mejor actor                   | Karra Elejalde                                         | Nominado  |
| Mejor guion original          | Alejandro Amenábar Alejandro Hernández                 | Nominados |
| Mejor actor de reparto        | Eduard Fernández                                       | Ganador   |
| Mejor actriz de reparto       | Nathalie Poza                                          | Nominada  |
| Mejor actor revelación        | Santi Prego                                            | Nominado  |
| Mejor actriz revelación       | Ainhoa Santamaría                                      | Nominada  |
| Mejor dirección de producción | Carla Pérez de Albéniz                                 | Ganadora  |
| Mejor montaje                 | Carolina Martínez Urbina                               | Nominada  |
| Mejor música original         | Alejandro Amenábar                                     | Nominado  |
| Mejor fotografía              | Álex Catalán                                           | Nominado  |
| Mejor dirección artística     | Juan Pedro de Gaspar                                   | Ganador   |
| Mejor diseño de vestuario     | Sonia Grande                                           | Ganadora  |
| Mejor maquillaje y peluquería | Ana López-Puigcerver Belén López-Puigcerver Nacho Díaz | Ganadores |
| Mejor sonido                  | Aitor Berenguer Gabriel Gutiérrez                      | Nominados |
| Mejores efectos especiales    | Raúl Romanillos Juanma Nogales                         | Nominados |